# Мухаммед Алі (боксер, Єгипет)
Мухаммед Алі (араб. محمد علي رضا; англ. Mohamed Aly; нар. 19 лютого, 1975, Каїр) — єгипетський боксер, срібний призер Олімпійських ігор 2004 року.

## Спортивна кар'єра
2003 року Мухаммед Алі завоював срібну медаль на Африканських іграх в Нігерії. В фіналі він програв місцевому боксеру Гбенга Олоукон.

### Виступ на Олімпіаді 2004
- Переміг Карлоса Такама (Камерун) — 32-19
- Переміг Ярославаса Якшто (Литва) — 19-11
- У півфіналі переміг Мікеля Лопеса Нуньєс (Куба) — 18-16

На фінальний двобій з Олександром Повєткіним (Росія) Мухаммед не вийшов через отриману в півфіналі травму плеча і задовольнився срібною медаллю.
Після Олімпіади Мухаммед Алі завершив спортивну кар'єру і зайнявся бізнесом.